# 阿拉亚尔
阿拉亚尔（葡萄牙語：Arraial）是巴西皮奥伊州的一个市镇。总面积635.818平方公里，总人口5002人，人口密度7.9人/平方公里。